# Hjälmryd en Vralen
Hjälmryd en Vralen (Zweeds: Hjälmryd och Vralen) is een småort in de gemeente Borås in het landschap Västergötland en de provincie Västra Götalands län in Zweden. Het småort heeft 62 inwoners (2005) en een oppervlakte van 18 hectare. Eigenlijk bestaat het småort uit twee plaatsen: Hjälmryd en Vralen. Het småort wordt omringd door zowel landbouwgrond als bos en moerasachtig gebied. De stad Borås ligt zo'n tien kilometer ten zuiden van Hjälmryd en Vralen.